# OL Lyonnes
OL Lyonnes, previamente conocido como Olympique Lyonnais Féminin (pronunciación francesa: [ɔlɛ̃pik ljɔnɛ]), es un club de fútbol femenino francés. Se desempeña en la Première Ligue, la primera división de Francia. Disputa sus partidos en el Parc Olympique Lyonnais.
Se fundó originalmente en 1970 como la sección femenina del FC Lyon. Bajo este nombre ganó cuatro ligas en los años 1990. 
En 2004 fue absorbido por el Olympique Lyonnais, y desde entonces se ha convertido en uno de los equipos más exitosos del mundo al haber ganado ocho Liga de Campeones Femenina de la UEFA (además de dos subcampeonatos) y catorce ligas francesas. En dos de ellas ganó todos los partidos.
Desde que debutó en la Liga de Campeonas en 2007 siempre llegó como mínimo a semifinales, hasta que el Turbine Potsdam lo eliminó en octavos de la edición 2014.
En mayo de 2025 el club fue renombrado como OL Lyonnes por su dueña Michele Kang. El cambio de nombre formó parte de un plan de renovación del club que incluyó el anuncio del estadio Parc Olympique Lyonnais como su base para todos los partidos de local y la modernización de su centro de entrenamiento.

## Ganadoras del premio UNFP
Las siguientes jugadoras han ganado el premio Jugadora del Año UNFP mientras jugaban para Lyon:
| Jugadora           | Año  |
| ------------------ | ---- |
| Camille Abily      | 2007 |
| Sonia Bompastor    | 2008 |
| Louisa Necib       | 2009 |
| Lotta Schelin      | 2013 |
| Eugénie Le Sommer  | 2015 |
| Amel Majri         | 2016 |
| Dzsenifer Marozsán | 2017 |
| Dzsenifer Marozsán | 2018 |
| Dzsenifer Marozsán | 2019 |

## Distinciones
| Distinción                    | Evento | Año                                      |
| ----------------------------- | ------ | ---------------------------------------- |
| Mejor Club Femenino del Mundo | IFFHS  | 2012, 2015, 2016, 2017, 2018, 2019, 2020 |

## Palmarés
| Nacional                   | Títulos | Subcampeonatos          |
| -------------------------- | --- | ----------------------- |
| Primera División (18/1)    | 2006-07, 2007-08, 2008-09, 2009-10, 2010-11, 2011-12, 2012-13, 2013-14, 2014-15, 2015-16, 2016-17, 2017-18, 2018-19, 2019-20, 2021-22, 2022-23, 2023-24, 2024-25. (récord) | 2020-21.                |
| Copa de Francia (10/4)     | 2008, 2012, 2013, 2014, 2015, 2016, 2017, 2019, 2020, 2023. (récord) | 2005, 2006, 2007, 2018. |
| Supercopa de Francia (3/0) | 2019, 2022, 2023. (récord) |                         |

| Internacional                               | Títulos                                                                          | Subcampeonatos            |
| ------------------------------------------- | -------------------------------------------------------------------------------- | ------------------------- |
| Liga de Campeones Femenina de la UEFA (8/3) | 2010-11, 2011-12, 2015-16, 2016-17, 2017-18, 2018-19, 2019-20, 2021-22. (récord) | 2009-10, 2012-13, 2023-24 |